# Sveučilište Loránd Eötvös u Budimpešti
Sveučilište Eötvös Loránd (mađ. Eötvös Loránd Tudományegyetem, ELTE) je mađarsko javno istraživačko sveučilište sa sjedištem u Budimpešti. Osnovano 1635. godine, ELTE je jedna od najvećih i najprestižnijih javnih visokoškolskih ustanova u Mađarskoj. Oko 28 000 studenata na ELTE-u organizirano je u devet fakulteta i istraživačkih instituta smještenih diljem Budimpešte i duž obala Dunava. Sveučilište Eötvös Loránd povezano je s 5 nobelovaca, dobitnicima Wolfove nagrade, Fulkersonove i Abelove nagrade, od kojih je posljednji bio dobitnik Abelove nagrade László Lovász 2021. godine.

## Povijest
Sveučilište je 1635. utemeljio nadbiskup i teolog Péter Pázmány u Nagyszombatu u Kraljevini Mađarskoj (danas Trnava, Slovačka). Vodstvo je predano isusovcima. U početku je sveučilište imalo samo dva fakulteta (Filozofski fakultet i Teološki fakultet). Pravni fakultet dodan je 1667., a Medicinski fakultet pokrenut je 1769. godine. Nakon raspada isusovačkog reda, sveučilište je 1777. prema namjeri utemeljitelja preseljeno u Budim (danas dio Budimpešte). Sveučilište se preselilo na svoju konačnu lokaciju u Peštu (danas također dio Budimpešte) 1784. godine. Obrazovni jezik bio je latinski do 1844. godine, kada je mađarski uveden kao isključivi službeni jezik. Ženama je dopušten upis od 1895.

## Akademski profil
Sveučilište Eötvös Lorándje najveća mađarska znanstvena ustanova sa 118 doktorskih programa na 17 doktorskih škola, a nudi i 38 programa prvostupnika, 96 programa magisterija i preko 50 programa studija na stranim jezicima. Dodijeljeni bodovi mogu se prenositi na sveučilišta u Europi kroz Bolonjski proces.
Devet fakulteta su (aktivni fakulteti podebljani):
| Fakultet                                                    | Osnovano     | Nepostojeće  | Institucije | Odgajatelji | Studenti | Dekan           |
| ----------------------------------------------------------- | ------------ | ------------ | ----------- | ----------- | -------- | --------------- |
| Bárczi Gusztáv Fakultet za obrazovanje s posebnim potrebama | 2000. godine |              | 5           |             | 2094     | Gabriella Papp  |
| Ekonomski fakultet                                          | 2021         | -            | -           | -           | -        | György Andor    |
| Fakultet humanističkih znanosti                             | 1635         |              | 18          | 589         | 6960     | Dávid Bartus    |
| Pedagoški i psihološki fakultet                             | 2003. godine |              | 8           |             | 3963     | Anikó Zsolnai   |
| Fakultet informatike                                        | 2003. godine |              | 4           |             | 3128     | Tamás Kozsik    |
| Pravni fakultet                                             | 1667         |              | 0           |             | 4172     | Pál Sonnevend   |
| Medicinski fakultet                                         | 1769. godine | 1951. godine | -           | -           | -        | -               |
| Fakultet primarnog i predškolskog odgoja i obrazovanja      | 2000. godine |              | 0           |             | 1831     | Éva Márkus      |
| Teološki fakultet                                           | 1635         | 1950. godine | -           | -           | -        | -               |
| Fakultet znanosti                                           | 1949. godine |              | 5           |             | 3815     | Imre Kacskovics |
| Fakultet društvenih znanosti                                | 2003. godine |              | 6           |             | 1762     | Gábor Juhász    |
| Učiteljski fakultet                                         | 1983. godine | 2003. godine | -           | -           | -        |                 |

## Fakulteti
| Fakultet                                                    | Poštanski broj | Adresa                                |
| ----------------------------------------------------------- | -------------- | ------------------------------------- |
| Bárczi Gusztáv Fakultet za obrazovanje s posebnim potrebama | 1097           | 3. Ecseri út                          |
| Ekonomski fakultet                                          | 1088           | 7. Rákóczi út                         |
| Pedagoški i psihološki fakultet                             | 1075           | 23–27 (prikaz, ostalo). Kazinczy utca |
| Fakultet humanističkih znanosti                             | 1088           | 4. Múzeum krt.                        |
| Fakultet informatike                                        | 1117           | 1/C. Pázmány Péter sétány             |
| Pravni fakultet                                             | 1053           | 1–3. Egyetem tér                      |
| Fakultet primarnog i predškolskog odgoja i obrazovanja      | 1126           | 40. Kiss János altáb. utca            |
| Fakultet znanosti                                           | 1117           | 1/A. Pázmány Péter sétány             |
| Fakultet društvenih znanosti                                | 1117           | 1/A. Pázmány Péter sétány             |

## Knjižnica
Sveučilišna knjižnica i arhiv osnovani su 1561. godine i nalaze se na adresi 6 Ferenciek tere. Međutim, svaki fakultet sveučilišta ima svoju knjižnicu koja se nalazi u različitim dijelovima Budimpešte.

## Istaknuti bivši studenti
Dobitnici Nobelove nagrade:
- Lénárd Fülöp, Nobelova nagrada za fiziku (1905)
- Albert Szent-Györgyi, Nobelova nagrada za fiziologiju ili medicinu za otkriće vitamina C (1937)
- Hevesy György, Nobelova nagrada za kemiju (1943)
- Békésy György, Nobelova nagrada za fiziologiju ili medicinu (1961)
- Harsányi János, Nobelova memorijalna nagrada za ekonomske znanosti (1994)

## Reference
1. ↑  Kaplan, Robert B.; Baldauf, Richard B. 1. siječnja 2005. Language Planning and Policy in Europe (engleski). Multilingual Matters. ISBN 9781853598111
2. ↑  Brief History of ELTE. ELTE. Pristupljeno 4. rujna 2021.
3. ↑  Academic System
4. 1 2  Az Egyetem története. ELTE. Pristupljeno 7. srpnja 2021.
5. ↑  Közérdekű, nyilvános adatok. elte.hu. Pristupljeno 23. travnja 2021.
6. ↑  Homepage. University Library and Archives (engleski). Pristupljeno 30. kolovoza 2022.
7. ↑  University Library Service. University Library and Archives (engleski). Pristupljeno 30. kolovoza 2022.